# Bölöni unitárius templom
A bölöni unitárius templom a község központjához közel, egy kimagasló domb tetején áll. A romániai műemlékek jegyzékében a CV-II-a-A-13140 sorszámon szerepel. Műemlék jellegét napjainkban a bástyás várfal őrzi, amelynek részletes leírása az 1789-es oklevélben olvasható:
„...körülvétettetik jó magas kőfallal, vagyis várral, melynek tetején körös-körül rész szerént faragott kövekből, rész szerént  téglákból különböző formájú csipkézések vadnak...”

## Története
A települést 1334-ben Belen néven jegyezték be az oklevelekbe, 1512-ben Nagybelen néven jelent meg.
Az 1567-es regesztrum szerint Bölön nemcsak Háromszék, hanem Székelyföld legnépesebb települése volt, a  dokumentumban 130 kapuval jegyezték be. 1614-ben Bethlen Gábor lustrája 136 családot említett. 1690-ben Bölönfalvaként szerepelt a korabeli oklevelekben.
A falu első román kori temploma a 13. században épült, amelynek helyére a 15. században újat emeltek. A középkori templom az 1512. évi oklevél szerint Szent Katalin tiszteletére volt felszentelve. A templom a gótikus kor alkotása, ezt a csúcsíves ablakok is bizonyítják.
A vár építési ideje Entz Géza: Székely templomerődök c. könyve szerint a 17. század elejére tehető, erről tanúskodik a várfalon olvasható felirat:
„Az erősség és az igen szilárd torony az Úr nevében a bölöni lakosság munkájából épült az Úr 1617. esztendejében”.
A templom két bejárata elé 1776-ban portikuszokat építettek, 1788-ban a tornyot magasították.  
A harangház, a négy tágas hangablakkal 1804-ben készült. 
1720-ban az épületet és a várat tűzvész sújtotta, 1802-ben földrengés rongálta meg.
1815-ben a károkat kijavíttatták, a hajó nyugati végébe bolthajtásos karzat épült, amelyre 1825-ben orgonát szereltek.
Az átalakított templomot a 19. század végén lebontották és  klasszicista stílusban 1894-ben felépítették a mai templomot.
1940-ben egy újabb földrengés a templomot és a várat ismét megrongálta. A károk egyrészét 1957-ben javították ki,  akkor csak a templomot és a tornyot restaurálták.

## Leírása

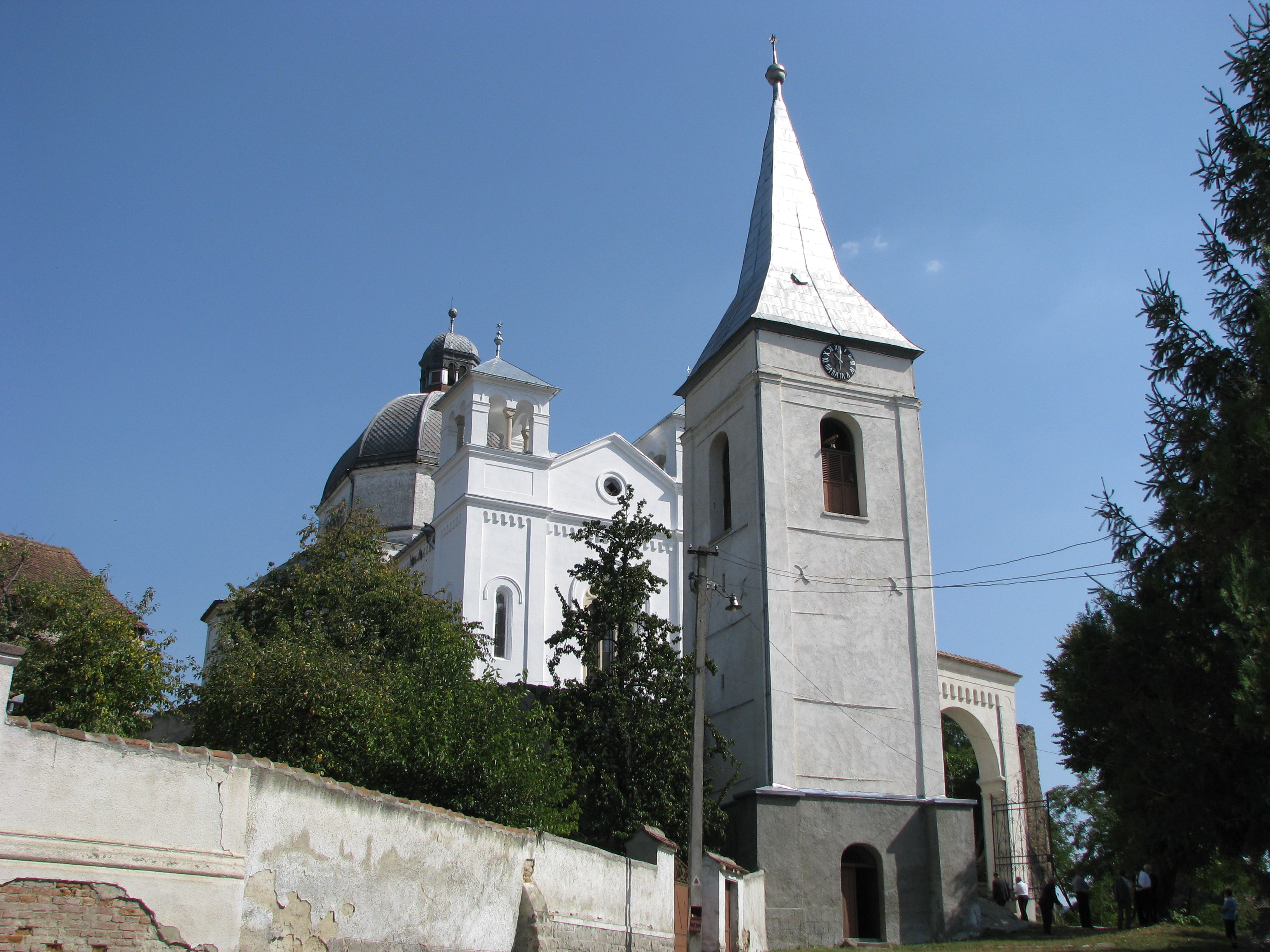
Bölöni unitárius templom és várfal

A vártemplom legrészletesebb leírását az 1789-es unitárius püspöki vizsgálati jegyzőkönyv tartalmazza, amely a templomról és a külön épült harangtoronyról is beszámol:
„Benn a templomban párkányos kőfundamentumon téglából kerekdeden recenter épült praedikállószék, felette pedig mettszéses, festékes, aranyazással készült deszka velum, feliben helyeztetett aranyos pellicannal ékesítve...
...a várba  bejáró ajtónál  vagyon ugyan veres cserépfedél alatt recenter a közelebbről múlt 1788-ik esztendőbe az unitaria ecclesia tulajdon költségével renováltatott s rész szerént egy ölnyi magasságra annak alkalmatosságával e novo elévaltatott négyszögletű szép torony..."
A  falu 1690-ben hozott szabályzatát elsőként Orbán Balázs közölte A Székelyföld leírása című könyvében, ugyanakkor a templomról készült illusztrációk is értékes adatként szolgáltak.

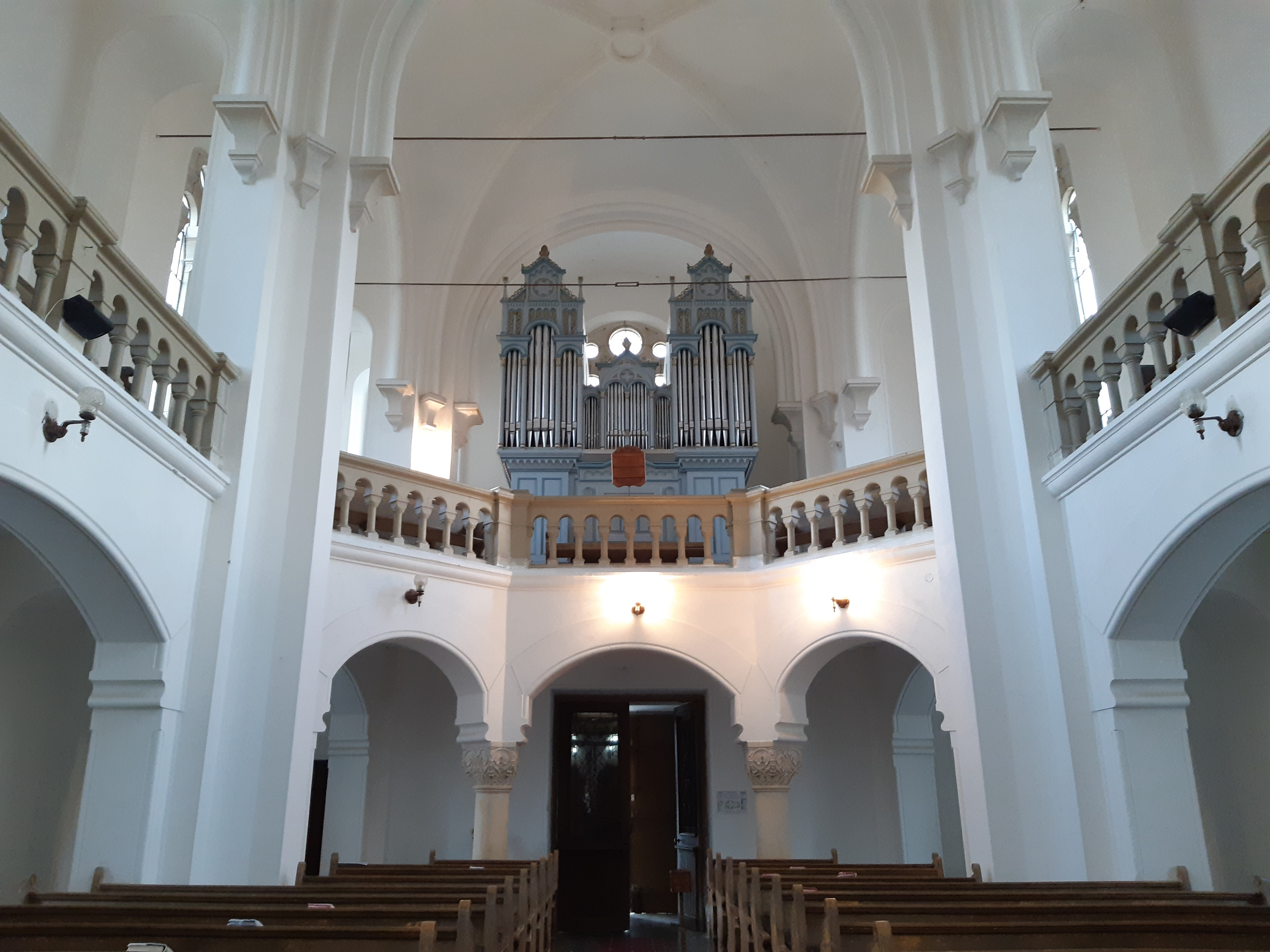
Templombelső

Az egykori gótikus templom keletelt épületét nyeregtető borította, a hangablakos harangtorony ugyanolyan magas volt mint napjainkban.
A középkori templom helyén álló bizánci kupolás épület alapkőletételére 1893. június 25-én,  felszentelésére 1895. augusztus 26-án került sor. Háromszék legmagasabb műemléktemploma klasszicista stílusban készült, tervezője Pákei Lajos műépítész volt.
A kereszthajós épület kupolája neoromán stílusú, igényes asztalosmunkájú berendezése az ugyancsak a 19. században készült.
A monumentális keletelt műemlék épület tornya 25 méter magas, amely az egykori  templomtól nyugatra állt és 1893-ig kaputoronyként szolgált.
A kőből készült harangtorony többszöri átépítés ellenére is, a harangház kivételével középkori eredetű. A harangháznak  négy tágas hangablaka van.
A torony földszinti részének bejárati csúcsíves ajtaját leszűkítették, az udvar felé nyíló, téglából rakott csúcsíves ajtónyílását a 19. század végén befalazták. A második és harmadik emelet északi falán  keskeny lőrések nyílnak, amelyeknek fülkéi felül szemöldökgerendákkal zárulnak.
A cinterem délnyugati oldalán diadalívszerű kapu nyílik, amely 1893-ban készült.

## Várfala
„E templomot terjedelmes és igen erős várkastély övezi, melynek falai 5-6 öl magasak, szögletbástyái még most is elég épek. A falakon két soros lőrések, s ezeken felül kiszökellő s igen díszes zúzmüvek (pechnase) vannak; a fal tetőpárkányán fogrovátkos záródás közt szarvszerü ékítmények fordulnak elő”.
/ Orbán Balázs: A Székelyföld leírása /
A bölöni vár helyi mesterek tervei szerint és irányításuk alatt készült. Ovális alaprajzú, terméskőből felrakott magas, négy külső toronnyal erődített  védőfal, amely mai formáját a 17. század elején kapta. 
Ezt a korszakot jelzi a keleti oldalfalba beépített  emléktábla:
„PROPUGNACULUM ET TVRIS FORTISSIMA NOMEN DOMINI, AEDIFICAVM OPERA INCOLARUM BEOLEON A(NO) DO(MINI) 1617...”
A templomvár védőművei ma is jó állapotban találhatók. A védőtornyok déli része félnyeregtetős, a homlokzati oldalon szuroköntők, peremén pártadísz maradványok  láthatók. A várfal tetejét változatos formájú reneszánsz pártázatok díszítik.